# رقص گروهی

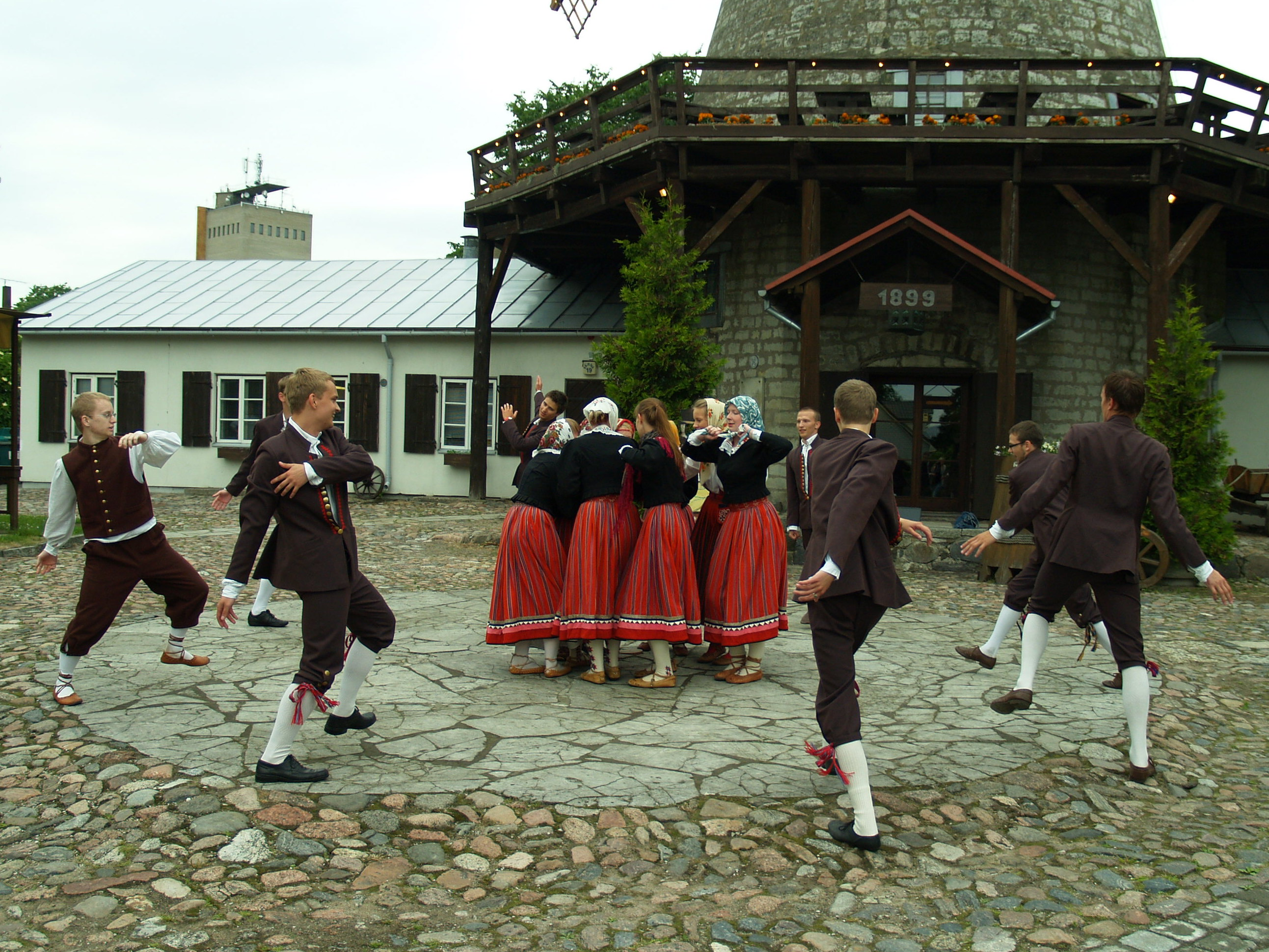
رقص محلی در استونی به‌طور مشخص به صورت رقص گروهی است. دانشگاه تارتو

رقص گروهی رقصی است که توسط سه نفر یا بیشتر با هم می‌رقصند. این رقص می‌تواند شامل گروه‌های همجنس و مختلط از افراد و همچنین گروه‌هایی از زوج‌های رقص (رقص شریک) باشد. یک تعامل هماهنگ بین چند نفر وجود دارد که در مقابل رقص انفرادی یا رقص دونفره قرار می‌گیرد.
در رقص‌های گروهی معمولاً همه افراد به صورت همزمان یک حرکت را انجام می‌دهند.

## تاریخ
رقص‌های گروهی قرن‌هاست که وجود داشته‌اند، همان‌طور که رقص‌های محلی مختلفی که به عنوان مثال در یک دایره یا ردیف اجرا می‌شوند و نمونه‌های زیادی از آن در سراسر جهان وجود دارد تأیید می‌شود.
انتشار آنها به دهه شصت برمی گردد، زمانی که برخی از هنرمندان آثاری را راه اندازی کردند که خود را به رقص‌های ساده جمعی وامی‌داشتند. رقص‌های خط در حال حاضر در سراسر جهان رایج است و در مهمانی‌ها و عروسی‌ها برگزار می‌شود.